# Вяндра (волость)
Вя́ндра (ест. Vändra vald) — волость в Естонії, адміністративна одиниця повіту Пярнумаа.

## Географічні дані
Площа волості — 642 км2, чисельність населення на 1 січня 2015 року становила 2520 осіб.

## Населені пункти
Адміністративний центр — село Аллікинну.
На території волості розташовані 43 села (ест. küla):
Алусте (Aluste), Аллікинну (Allikõnnu), Вакі (Vaki), Венекуусіку (Venekuusiku), Вескісоо (Veskisoo), Вігтра (Vihtra), Вілувере (Viluvere), Вийдула (Võidula), Вийера (Võiera), Каансоо (Kaansoo), Кадьясте (Kadjaste), Кайсма (Kaisma), Калмару (Kalmaru), Керґу (Kergu), Кірікумийза (Kirikumõisa), Кобра (Kobra), Козе (Kose), Куллімаа (Kullimaa), Курґ'я (Kurgja), Кинну (Kõnnu), Леетва (Leetva), Луурі (Luuri), Люйсте (Lüüste), Массу (Massu), Метсакюла (Metsaküla), Метсавере (Metsavere), Мустару (Mustaru), Мядара (Mädara), Орікюла (Oriküla), Пярнйие (Pärnjõe), Рае (Rae), Рагкама (Rahkama), Рагноя (Rahnoja), Рейнумурру (Reinumurru), Риуза (Rõusa), Рятсепа (Rätsepa), Самліку (Samliku), Сікана (Sikana), Соглу (Sohlu), Суурейие (Suurejõe), Сяестла (Säästla), Таґассааре (Tagassaare), Юннасте (Ünnaste).
Містечко Вяндра (ест. Vändra alev) не входить до складу волості Вяндра.

## Історія
26 вересня 1991 року Вяндраська сільська рада була перетворена на волость.
27 жовтня 2009 року волость Кайсма (ест. Kaisma vald) була скасована, а її територія приєднана до волості Вяндра.